# Сайн-Нойон-хан

Сайн-Нойон-ханский аймак (Sanyinuoyan) на карте империи Цин в 1911 году.

Сайн-Нойон-хан (монг. Сайн нойон хан) — титул младшей ветви Тушэту-ханов. Происходили от Тумэнкина, младшего брата первого Тушэту-хана. 
С целью умаления преобладающего влияния Тушэту-ханов в  Халхе, цинский император Юнчжэн в 1725 году всю западную половину их владений, прилегавшую к аймаку Дзасагту-ханов, выделил в новый аймак Сайн-нойон-ханов. Аймак располагался в центральной части Халхи. Собрание представителей родов, чуулган,  собиралось в местности Цэцэрлэг. 
Являлись одними из самых ревностных покровителей и проводников тибетского буддизма традиции Гэлуг в Монголии. Из рода Сайн-нойон-ханов вышло огромное количество религиозных деятелей. Начиная с родоначальника, Тумэнкина, наряду со светскими титулами принимали многочисленные религиозные обеты и титулы, в основном убаши и тойона. Один из внуков Тумэнкина, Лувсан Принлэй (1642—1716) в 1642 году начал линию перерожденцев Зая-пандита-хутухты, а другой внук, Лувсан Дандзан Джалцан (1639—1702) в 1659 году начал линию перерождений Эрдэнэ-пандита-хутухты. Религиозная политика Сайн-Нойон-ханов привела к тому, что в их аймаке было наибольшее количество шабинаров, крепостных при ламаистских монастырях, в Монголии. 
Предпоследний Сайн-нойон-хан Намнансурэн проявил себя как виднейший представитель в борьбе за освобождение от маньчжурского господства и в становлении независимого монгольского государства, став первым главой правительства (монг. Ерөнхий Сайд) Автономной Монголии.

## Сайн-Нойон-ханы
- Оноху, род. в 1534 году, сын Гэрэсэндзэ Джалаир-хунтайджи Халхасского, Уйдзэн-ноён отоков Горлос и Хэргуд 1549 —
- Тумэнкин, род. в 1558 году, сын Оноху, Цухэр Хундулэн Сайн-ноён аймака Тушэту-ханов, номун-эдзэн с 1617 года, ум. в 1640 году
- Дзотба, род. в 1588 году, сын Тумэнкина
- Шамба, сын Дзотбы, Эрх Дайчин Гэндэн-батор, ум. в 1707 году
- Дашидондуб, сын Шамбы, Сайн-ноён-хан 1725
- Ламжав, сын Дашидондуба, Сайн-ноён-хан 1725—1733
- Дэчинжав, сын Ламжава, Сайн-ноён-хан 1733—1771
- Норбожав, сын Дэчинжава, Сайн-ноён-хан 1771—1785
- Цэдэнжав, сын Норбожава, Сайн-ноён-хан 1786—1792
- Ринчиндорж, сын Цэдэнжава, Сайн-ноён-хан 1793—1801
- Пунцукдаши, сын Цэдэнжава, Сайн-ноён-хан 1802—1817
- Цэрэндорж, сын Пунцукдаши, Сайн-ноён-хан 1818—1853
- Дашичой, сын Цэдэнжава, Сайн-ноён-хан 1853—1858
- Цэрэндондуб, сын Пунцукдаши, Сайн-ноён-хан 1858—1883
- Тугс-Очир, сын Цэрэндондуба, Сайн-ноён-хан 1883—1896
- Тугс-Очирын Намнансурэн, род. в 1878 году, сын Тэгс Очира, Сайн-ноён-хан 1896—1919, первый премьер-министр Монголии в 1912—1919
- Батосухэ, сын Намнансурэна, Сайн-ноён-хан 1919—1922

## Административное деление аймака Сайн-Нойон-ханов
| Название хошуна            | Год образования | Количество сум | Титул дзасага        | Первый владетель | Династическая связь                                         |
| -------------------------- | --------------- | -------------- | -------------------- | ---------------- | ----------------------------------------------------------- |
| Сайн ноён                  | 1691            | 4,5            | хошэ циньван         | Шамба            | сын Дзотбы                                                  |
| Баруун гарын баруун хойт   | 1691            | 2              | доло цзюньван        | Тодзэрэнэ        | сын Сонома, сына Дзотбы                                     |
| Дундад зуун                | 1691            | 3              | доло бэйлэ           | Гомбо            | сын Тумэнкина                                               |
| Дундад омнод               | 1691            | 1              | доло бэйлэ           | Судэй            | сын Гэрмэ, сына Цугурула, сына Бахрая, сына Оноху           |
| Баруун гарын омнод         | 1691            | 1              | туслагч гун          | Аюш              | сын Цасджага, сына Тумэнкина                                |
| Баруун гарын адаг          | 1691            | 2              | туслагч гун          | Тобо             | сын Бундара, сына Цэмэна, сына Дзотбы, сына Тумэнкина       |
| Зуун гарын баруун          | 1691            | 3              | тэргуун зэргийн тайж | Данжин           | сын Бичээтэя, сына Бумэли, сына Тумэнкина                   |
| Зуун гарын зуун            | 1692            | 2              | туслагч гун          | Ванчуг           | сын Дэндэхэя, сына Дайчина, сына Данжина, сына Тумэнкина    |
| Дундад адаг                | 1692            | 2              | тушээ гун            | Ариа             | сын Буная, сына Чивхаадара, сына Сэрджидида, сына Тумэнкина |
| Баруун гарын хойт          | 1692            | 1              | тэргуун зэргийн тайж | Сэмжид           | сын Сэрджидида, сына Тумэнкина                              |
| Дундад баруун гарын адаг   | 1696            | 0              | тэргуун зэргийн тайж | Жамяан           | сын Цасжава, сына Тумэнкина                                 |
| Зуун гарын зуун адаг       | 1696            | 1              | тэргуун зэргийн тайж | Намжил           | сын Эрх Дайчин Тобо, сына Цасжава, сына Тумэнкина           |
| Баруун гарын дундад баруун | 1696            | 0              | тэргуун зэргийн тайж | Шихаруу          | сын Дугара, сына Санграджи, сына Тумэнкина                  |
| Баруун гарын зуун адаг     | 1697            | 1              | тэргуун зэргийн тайж | Суднай           | сын Лувсана, сына Данжина, сына Тумэнкина                   |
| Оолдийн омнод              | 1703            | 1              | гушань бэйсэ         | Равдан           | сын Гумэчи                                                  |
| Оолдийн                    | 1705            | 1              | гушань бэйсэ         | Дэнжил           | сын Ончоноя, сына Хотогчина, сына Гумэчи                    |
| Баруун гарын дундад зуун   | 1707            | 4              | туслагч гун          | Цэрэндаш         | сын Шамбы                                                   |
| Дундад хойт адаг           | 1709            | 1              | тэргуун зэргийн тайж | Жинамид          | сын Чидана, сына Бахараджи, сына Тумэнкина                  |
| Дундад хойт                | 1712            | 1              | туслагч гун          | Норбожав         | сын Баму, сына Нубады, сына Сонома, сына Дзотбы             |
| Баруун гарын дундад адаг   | 1712            | 1              | тэргуун зэргийн тайж | Дорж             | сын Махадэвы, сына Данжина, сына Тумэнкина                  |
| Дундад зуун адаг           | 1721            | 4              | хошэ циньван         | Цэрэн            | сын Намжила, сына Данжина, сына Тумэнкина                   |
| Дундад баруун              | 1725            | 1              | доло цзюньван        | Цэвдэнжав        | сын Цэрэна, сына Намжила, сына Данжина, сына Тумэнкина      |
| Баруун адаг                | 1739            | 1              | тэргуун зэргийн тайж | Эмгэн            | сын Равдана, сына Дугаржава, сына Гомбо, сына Тумэнкина     |
| Зуун гарын дундад          | 1759            | 1              | тэргуун зэргийн тайж | Данжинжав        | сын Дашидондуба                                             |